# Børnefattigdom
 Der er for få eller ingen kildehenvisninger i denne artikel, hvilket er et problem. Du kan hjælpe ved at angive troværdige kilder til de påstande, som fremføres i artiklen.

Ordet børnefattigdom referer til børn, der sammen med deres forældre lever under OECD's relative fattigdomsgrænse. Ifølge OECD er man fattig, når man lever i en familie med en indkomst på under 60 % af medianen af den samlede disponible indkomst i befolkningen.

## Børnefattigdom i Danmark
Red Barnet og SFI undersøgte i 2009 børnefattigdommen i Danmark. Undersøgelsen viste, at der findes 59.000 fattige børn i Danmark, hvilket svarer til næsten hvert 20. barn. De fattige børn er oftest børn af forældre, der leve på offentlige ydelser, såsom kontant- og starthjælp. Forældrene er ofte enlige forsørgere, arbejdsløse, selvstændige, uden kompetencegivende uddannelser og/eller indvandrer. Antallet af de fattige børn er steget med 18 % siden 2002. Antallet er steget i alle dele af landet. Der er dog en relativt større andel af fattige børn i København og i 'Øvrige Sjælland og Bornholm'.

## Fattigdomsgrænse
I Danmark er der ingen fattigdomsgrænse. Derfor er det svært at fastslå, præcist hvor mange fattige børn der egentlig er i landet. Tallet på 59.000 er målt ud fra den relative fattigdomsgrænse som OECD har fastlagt. Ifølge den er man fattig, når man lever i en familie med en indkomst på under 50 procent af medianen af den samlede disponible indkomst i befolkningen. Flere danske organisationer har tidligere været ude og efterspurgt fastlæggelsen af en fattigdomsgrænse. En fattigdomsgrænse er et måleinstrument, der kan give et klart billede af, hvordan fattigdommen udvikler sig – hvem den rammer og så videre. Grænsen vil synliggøre fattigdomsproblemet og gøre det muligt at sætte mere målrettet ind for at løse det. Samtidig er en fattigdomsgrænse også et klart signal om, at der altså er en grænse for, hvad man synes  er acceptabelt at leve for i Danmark. En fattigdomsgrænse løser dog ikke fattigdomsproblemerne.

## Den anden børnefattigdom
Mange fattige børn lever også i social isolation i Danmark, fordi de ikke kan deltage i de sociale arrangementer, som mange af deres andre kammerater har råd til. Men også fordi børnene forsøger at skjule fattigdommen fra deres venner.
Derudover må familierne også spare på sund og frisk mad, da det oftest er dyrere. Børnene risikerer også at komme bagefter i skolen, fordi der bliver sparet på computer og internet i hjemmet.
Den fattigdom der omhandler familier og børn der ikke har de materielle eller kulturelle goder som andre, kan betegnes som afsavn. En arbejdsgruppe med forskere på fattigdomsområdet, samt repræsentanter fra forskellige interesseorganisationer og private hjælpeporganisationer opgiver tre forskellige opgørelser til at vurdere fattigdom og børnefattigdom; afsavnssituationen, 50% og 60 % af medianindkomsten og budgetmetoden for at finde minimumsstandarden.

## Eksterne kilder og henvisninger
- redbarnet.dk
- SFI Arkiveret 19. februar 2015 hos  Wayback Machine, det nationale forskningscenter for velfærd: Hvad er fattigdom?
- Børnefattigdom i Danmark Arkiveret 24. september 2015 hos  Wayback Machine 2002-2006